# Ryan Gosling

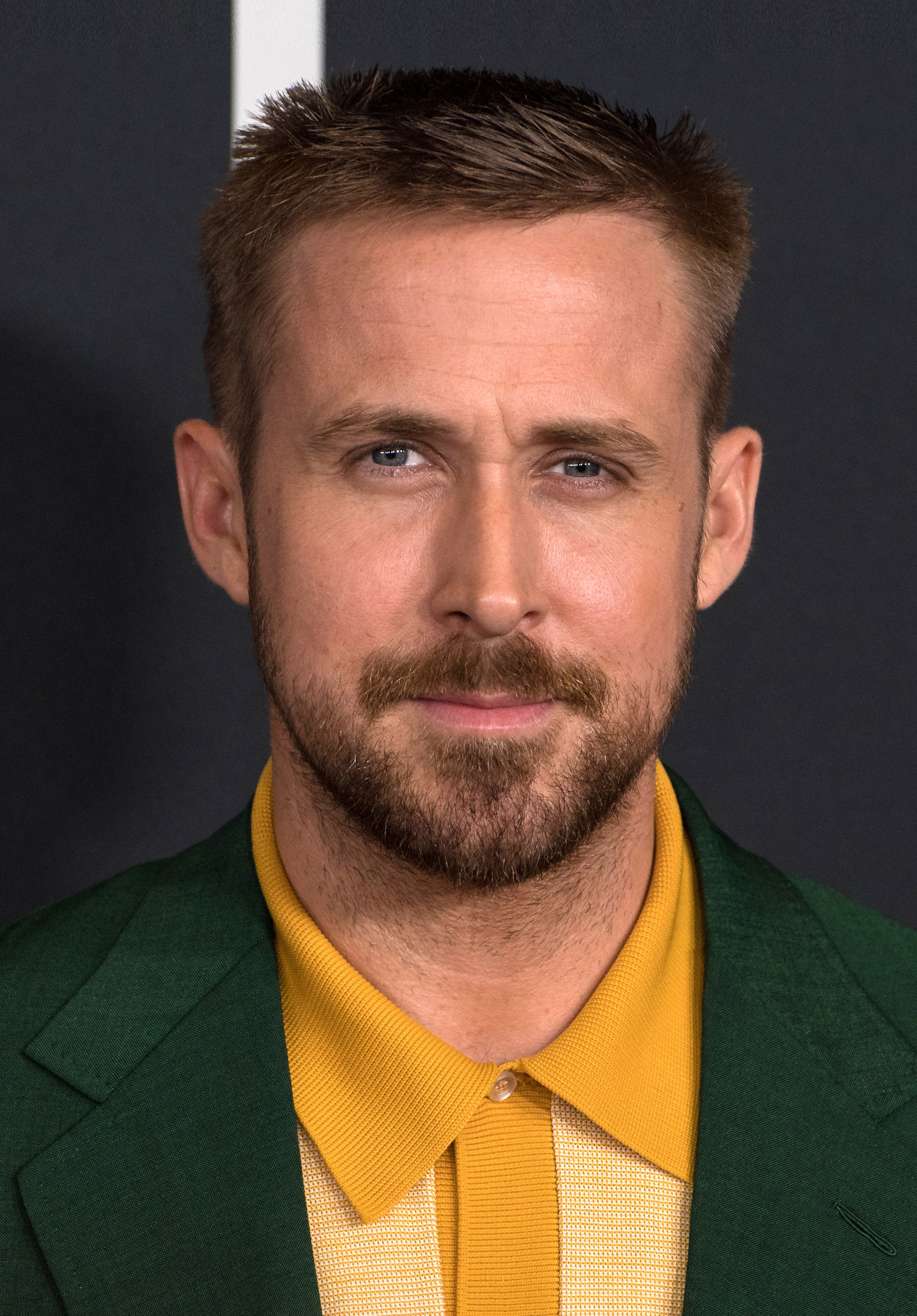
Ryan Gosling (2018)

Ryan Thomas Gosling (* 12. November 1980 in London, Ontario) ist ein kanadischer Schauspieler und Sänger.

## Frühe Jahre und Werdegang
Ryan Gosling wurde im November 1980 in London in der kanadischen Provinz Ontario geboren und wuchs in Cornwall (Ontario) auf. Er machte seine ersten künstlerischen Schritte 1993 im Mickey Mouse Club. Dort trat er zusammen mit Britney Spears, Christina Aguilera und Justin Timberlake auf. Nachdem er Ende der 1990er Jahre in verschiedenen Serien zu sehen gewesen war, spielte Gosling 2001 in Inside a Skinhead. Der Film wurde mit dem Jurypreis des Sundance Film Festivals ausgezeichnet. Danach hatte er Hauptrollen sowohl in Hollywoodfilmen wie Mord nach Plan (2002) mit Sandra Bullock und Ben Chaplin als auch im Independentkino wie in State of Mind an der Seite von Kevin Spacey und Lena Olin.
Seinen Durchbruch als Schauspieler feierte Gosling 2006 mit dem Independentfilm Half Nelson, in dem er neben Shareeka Epps agierte. Die Titelrolle eines drogensüchtigen Junior-High-School-Lehrers brachte ihm 2007 eine Oscar-Nominierung in der Kategorie Bester Hauptdarsteller ein, die Hauptrolle in der Komödie Lars und die Frauen eine Golden-Globe-Nominierung. 2008 gründete er mit seinem kanadischen Schauspielerkollegen Zach Shields die Band Dead Man’s Bones. Das gleichnamige Debütalbum erschien im Oktober 2009 bei ANTI-Records. Für die Hauptrolle in dem Beziehungsdrama Blue Valentine erhielt er 2011 eine weitere Golden-Globe-Nominierung. Bei den Golden Globe Awards 2012 wurde Gosling ebenfalls in zwei Kategorien nominiert: Als bester Hauptdarsteller in Komödie/Musical für seine Rolle in Crazy, Stupid, Love. sowie als bester Hauptdarsteller in einem Drama für seine Darstellung in The Ides of March – Tage des Verrats.
2013 sah man ihn in den Kinofilmen The Place Beyond the Pines und Only God Forgives, die in erneuter Zusammenarbeit mit den Regisseuren Derek Cianfrance und Nicolas Winding Refn entstanden. Im Frühjahr 2013 begannen die Dreharbeiten für den Film Lost River, bei dem Gosling nicht nur sein Regiedebüt gab, sondern auch für das Drehbuch verantwortlich war. Neben Eva Mendes gehören auch die Schauspielkolleginnen Christina Hendricks und Saoirse Ronan zur Besetzung des Films.
2016 sang und tanzte Gosling an der Seite von Emma Stone in Damien Chazelles Filmmusical La La Land. Der Part des sich für den Jazz begeisternden Pianisten Sebastian brachte ihm 2017 einen Golden Globe Award und eine weitere Oscar-Nominierung ein. Im selben Jahr war er in Blade Runner 2049, der Fortsetzung von Blade Runner aus dem Jahr 1982, zu sehen. 2018 wurde der Film Aufbruch zum Mond (First Man) veröffentlicht, in dem Gosling die Hauptrolle des Testpiloten und Astronauten Neil Armstrong übernahm. Er arbeitete bei diesem Film erneut mit Regisseur Chazelle zusammen. Gosling wird seit Drive hauptsächlich von Tommy Morgenstern synchronisiert, vorher waren seine Synchronsprecher meistens Kim Hasper oder Tobias Kluckert. 2023 ist Gosling als Mattel-Puppe Ken in dem Realfilm Barbie an der Seite von Margot Robbie zu sehen. Seine Leistung wurde unter anderem mit Nominierungen für den Golden Globe Award und Oscar honoriert.

## Privatleben
Ryan Gosling und zwei seiner Freunde eröffneten 2004 in Beverly Hills ein Restaurant für marokkanische Küche, das Tagine heißt.
Von 2002 bis 2003 war Gosling mit Sandra Bullock liiert, die er bei den Dreharbeiten zu Mord nach Plan kennengelernt hatte. Im Juni 2005 wurde seine Beziehung mit Rachel McAdams bekannt. Beide hatten einander am Set des Films  Wie ein einziger Tag  kennengelernt; das Paar trennte sich im Juli 2007.
Seit September 2011 hat Gosling eine Beziehung mit seiner Schauspielkollegin Eva Mendes. Im September 2014 wurden die beiden Eltern einer Tochter. Im April 2016 kam die zweite gemeinsame Tochter zur Welt.

## Filmografie (Auswahl)

### Als Schauspieler
- 1995: Grusel, Grauen, Gänsehaut (Are You Afraid of the Dark? Fernsehserie, Staffel 5, Folge 3)
- 1996: Tucker James, der Highschool-Blitz (Flash Forward, Fernsehserie, 2 Folgen)
- 1996: Die Fälle der Shirley Holmes (The Adventures of Shirley Holmes, Fernsehserie, Folge 1x01 The Case of the Burning Building)
- 1996: Gänsehaut – Die Stunde der Geister (Goosebumps, Fernsehserie, Folge 1x14 bzw. 1x15 Die unheimliche Kamera, Say Cheese and Die)
- 1996: Avonlea – Das Mädchen aus der Stadt (Road to Avonlea, Fernsehserie, 7x09 From Away)
- 1996: Amanda und Betsy (Ready or Not, Fernsehserie, Folge 4x05 Willst du, oder willst du nicht?)
- 1996: Kung Fu – Im Zeichen des Drachen (Kung Fu: The Legend Continues, Fernsehserie, Folge 4x09 Dragon's Liar)
- 1996: PSI Factor – Es geschieht jeden Tag (PSI Factor – Chronicles of the Paranormal, Fernsehserie, Folge 1x01 Das Traumhaus / UFO Begegnung)
- 1997: Frankenstein and Me
- 1997–1998: Breaker High (Fernsehserie, 44 Folgen)
- 1998: Heirate nie einen Cowboy (Nothing Too Good for a Cowboy, Fernsehfilm)
- 1998–1999: Der junge Hercules (Young Hercules, Fernsehserie, 49 Folgen)
- 1999: The Unbelievables (Fernsehfilm)
- 2000: Gegen jede Regel (Remember the Titans)
- 2001: Inside a Skinhead (The Believer)
- 2002: Mord nach Plan (Murder by Numbers)
- 2002: The Slaughter Rule
- 2003: State of Mind (The United States of Leland)
- 2004: Wie ein einziger Tag (The Notebook)
- 2005: Stay
- 2006: Half Nelson
- 2007: Das perfekte Verbrechen (Fracture)
- 2007: Lars und die Frauen (Lars and the Real Girl)
- 2010: Blue Valentine
- 2010: All Beauty Must Die (All Good Things)
- 2011: Crazy, Stupid, Love.
- 2011: Drive
- 2011: The Ides of March – Tage des Verrats (The Ides of March)
- 2012: The Place Beyond the Pines
- 2013: Gangster Squad
- 2013: Only God Forgives
- 2013: Verführt und Verlassen (Seduced and Abandoned, Dokumentation)
- 2015: The Big Short
- 2016: The Nice Guys
- 2016: La La Land
- 2017: Song to Song
- 2017: Blade Runner 2049
- 2018: Aufbruch zum Mond (First Man)
- 2022: The Gray Man
- 2023: Barbie
- 2024: The Fall Guy

### Als Regisseur und Drehbuchautor
- 2014: Lost River

## Auszeichnungen und Nominierungen
Oscar
- 2007: Nominierung als bester Hauptdarsteller für Half Nelson
- 2017: Nominierung als bester Hauptdarsteller für La La Land
- 2024: Nominierung als bester Nebendarsteller für Barbie

Golden Globe Award
- 2008: Nominierung als bester Hauptdarsteller – Komödie oder Musical für Lars und die Frauen
- 2011: Nominierung als bester Hauptdarsteller – Drama für Blue Valentine
- 2012: Nominierung als bester Hauptdarsteller – Drama für The Ides of March – Tage des Verrats
- 2012: Nominierung als bester Hauptdarsteller – Komödie oder Musical für Crazy, Stupid, Love.
- 2017: Auszeichnung als bester Hauptdarsteller – Komödie oder Musical für La La Land
- 2024: Nominierung als Bester Nebendarsteller – Komödie oder Musical für Barbie

British Academy Film Award
- 2017: Nominierung als bester Hauptdarsteller für La La Land
- 2024: Nominierung als bester Nebendarsteller für Barbie

Screen Actors Guild Award
- 2007: Nominierung als bester Hauptdarsteller für Half Nelson
- 2008: Nominierung als bester Hauptdarsteller für Lars und die Frauen
- 2016: Nominierung für das beste Schauspielensemble für The Big Short
- 2017: Nominierung als bester Hauptdarsteller für La La Land
- 2024: Nominierung als bester Nebendarsteller für Barbie
- 2024: Nominierung für das beste Schauspielensemble für Barbie

## Diskografie
- 2009: Dead Man’s Bones – Dead Man’s Bones
- 2011: You Always Hurt the Ones You Love
- 2016: City of Stars (mit Emma Stone)
- 2023: I’m Just Ken
- 2023: Ken – The EP
- 2023: Push

## Auszeichnungen für Musikverkäufe
| Goldene Schallplatte - Brasilien - 2024: für die Single City of Stars - Frankreich - 2023: für die Single City of Stars |

Anmerkung: Auszeichnungen in Ländern aus den Charttabellen bzw. Chartboxen sind in ebendiesen zu finden.
| Land/RegionAuszeichnungen für Musikverkäufe (Land/Region, Auszeichnungen, Verkäufe, Quellen) | Silber     | Gold     | Platin | Verkäufe | Quellen             |
| -------------------------------------------------------------------------------------------- | ---------- | -------- | ------ | -------- | ------------------- |
| Brasilien (PMB)                                                                              | —          | Gold1    | —      | 30.000   | pro-musicabr.org.br |
| Frankreich (SNEP)                                                                            | —          | Gold1    | —      | 100.000  | snepmusique.com     |
| Vereinigtes Königreich (BPI)                                                                 | 2× Silber2 | —        | —      | 400.000  | bpi.co.uk           |
| Insgesamt                                                                                    | 2× Silber2 | 2× Gold2 | —      |          |                     |

## Dokumentation
- Ryan Gosling – Hollywoods Halbgott. Regie: Jana Buchholz, ARTE, Deutschland, 53 Minuten, 2018